# Manisaspor Kulübü 2010-2011
Questa voce raccoglie le informazioni riguardanti il Manisaspor Kulübü nelle competizioni ufficiali della stagione 2010-2011.

## Stagione
La squadra ha ottenuto il decimo posto in campionato.

## Rosa
| N. |                       | Ruolo | Calciatore          |
| -- | --------------------- | ----- | ------------------- |
| 1  | Turchia (bandiera)    | P     | İlker Avcıbay       |
| 4  | Turchia (bandiera)    | C     | Yiğit İncedemir     |
| 5  | Turchia (bandiera)    | D     | Hüseyin Tok         |
| 6  | Turchia (bandiera)    | C     | Nizamettin Çalışkan |
| 8  | Turchia (bandiera)    | C     | Mehmet Güven        |
| 9  | Brasile (bandiera)    | A     | Kahê                |
| 10 | Nigeria (bandiera)    | A     | Isaac Promise       |
| 14 | Turchia (bandiera)    | C     | Burak Balcı         |
| 16 | Turchia (bandiera)    | P     | Volkan Babacan      |
| 17 | Ghana (bandiera)      | D     | Jerry Akaminko      |
| 19 | Portogallo (bandiera) | A     | Ariza Makukula      |
| 22 | Turchia (bandiera)    | D     | Hikmet Balioğlu     |
| 23 | Turchia (bandiera)    | C     | Ahmet İlhan Özek    |

| N. |                    | Ruolo | Calciatore        |
| -- | ------------------ | ----- | ----------------- |
| 33 | Turchia (bandiera) | C     | Murat Erdoğan     |
| 39 | Turchia (bandiera) | A     | Murat Gürbüzerol  |
| 41 | Turchia (bandiera) | D     | Ömer Aysan Barış  |
| 45 | Turchia (bandiera) | C     | Eray Ataseven     |
| 50 | Canada (bandiera)  | D     | Michael Klukowski |
| 55 | Liberia (bandiera) | D     | Jimmy Dixon       |
| 61 | Turchia (bandiera) | C     | Bülent Cevahir    |
| 77 | Serbia (bandiera)  | C     | Nemanja Vučićević |
| 85 | Turchia (bandiera) | D     | Ferhat Çökmüş     |
| 86 | Svezia (bandiera)  | C     | Labinot Harbuzi   |
| 87 | Brasile (bandiera) | A     | Cláudio Mejolaro  |
| 88 | Turchia (bandiera) | C     | Bekir Yılmaz      |